# 谷三三五
谷 三三五（たに ささご、1894年5月9日 - 1956年7月24日、旧姓：真殿）は、日本の陸上競技選手（短距離）・指導者。日本人では初めて100m走で10秒台の記録を出した人物である。1924年のパリオリンピックに出場。

## 来歴・人物
岡山県和気郡伊里村（現在の備前市伊里）出身。
伊里尋常高等小学校（現在の備前市立伊里小学校）を卒業、後に明治大学に進学し、大学卒業後は鉄道省に入省した。
1917年の第5回日本陸上競技選手権大会男子100mで真殿三三五名義で出場し、12秒0で初優勝。その後、日本選手権では第10回大会から第12回大会まで男子100m三連覇を果たしている。
1924年にはパリオリンピックの日本代表に選ばれ、岡山県出身者で初の五輪代表となる。4月の代表選考会は雨の中でおこなわれ、谷は100mで3位（200mは優勝）の結果だったが、最終的に両種目の代表に選出された。オリンピック本番も男子100mと200mに出場した（100mは予選1回戦、200メートルは2回戦で敗退）。100mは予選1回戦3着で、このとき同じ組の1着となったのが最終的に金メダルを獲得したハロルド・エイブラハムス（イギリス、映画『炎のランナー』の主人公の一人）である。彼をはじめとする欧米選手より自己ベストで劣っていたとはいえ、谷はスタートには自信を持っていた。もくろみ通り30mまではトップになるが、50mを過ぎるとエイブラハムスらに追い抜かれ、まったく歯が立たなかった。谷は1930年に著書『百米十五年』を刊行して練習方法などの選手経験を紹介し、その中でパリオリンピックでのスタートの失敗原因を16の理由に分けて考察した。
1925年には日本オリンピック大会（大阪毎日新聞社主催）にて、日本人として初めて100mで11秒の壁を超える10秒8の日本記録を樹立した。
極東選手権競技大会では第3回（1917年、東京）、第4回（1919年、マニラ）、第6回（1923年、大阪）、第7回（1925年、マニラ）で日本代表となった。このうち、第3回は100ヤードで3位、220ヤードで2位、第4回は100ヤードと220ヤードでともに2位となった。第7回では100mで3位となったものの、スタートに不正がありながら黙認され、他の競技でも審判の不公正なジャッジが横行した。このため、主将でもあった谷ともう一人の主将である織田幹雄は監督の岡部平太とも相談した結果、岡部が他の日本選手も集めて日本選手団引き揚げ・棄権という挙に出た。
現役を引退した後は指導者となり、人見絹枝（アムステルダムオリンピック陸上女子800m2位）を指導した。また、1925年に島根県に陸上競技講習会の指導員として赴いた際に、当時師範学校生だった吉岡隆徳の才能を見抜いた。谷は吉野鉄道が奈良県上市町に設置した美吉野運動競技場の管理人となり、その縁で人見や吉岡は谷の元に訪れて美吉野運動競技場で練習を実施した。
戦後は三重県陸上競技協会理事長を1945年から1952年まで務めたほか、1947年から1951年までは三重交通の取締役にも就任した。

## 記念
備前市陸上競技協会は、2018年より「谷三三五記念陸上大会」を開催している。

## 著書
- 『競走と練習 百米十五年』三省堂、1930年

## 備考
- 江崎グリコの菓子「グリコ」のパッケージには、発売以来ロゴマークとしてランナーが描かれているが、最初のランナーの絵には「顔が怖い」という感想が寄せられたため、1928年に表情などのデザインが更新された。この際、フォルチュナト・カタロン（フィリピン、短距離走）や金栗四三（マラソン）らとともに谷の「にこやかなゴールイン姿」が参考にされ、2代目のロゴマークが描かれた[18]。グリコのロゴマークのランナーは大阪の道頓堀グリコサイン（初設置は1935年）に描かれていることでも知られるが、デザインの変更はその後も行われており、2023年時点で用いられているロゴは7代目のデザインである（グリコ (菓子)#マーク参照）。